# Thésium des Pyrénées
Thesium pyrenaicum
Espèce
Le Thésium des Pyrénées (Thesium pyrenaicum) est une espèce de plante de la famille des Santalacées.